# Roeien op de Olympische Zomerspelen 1932

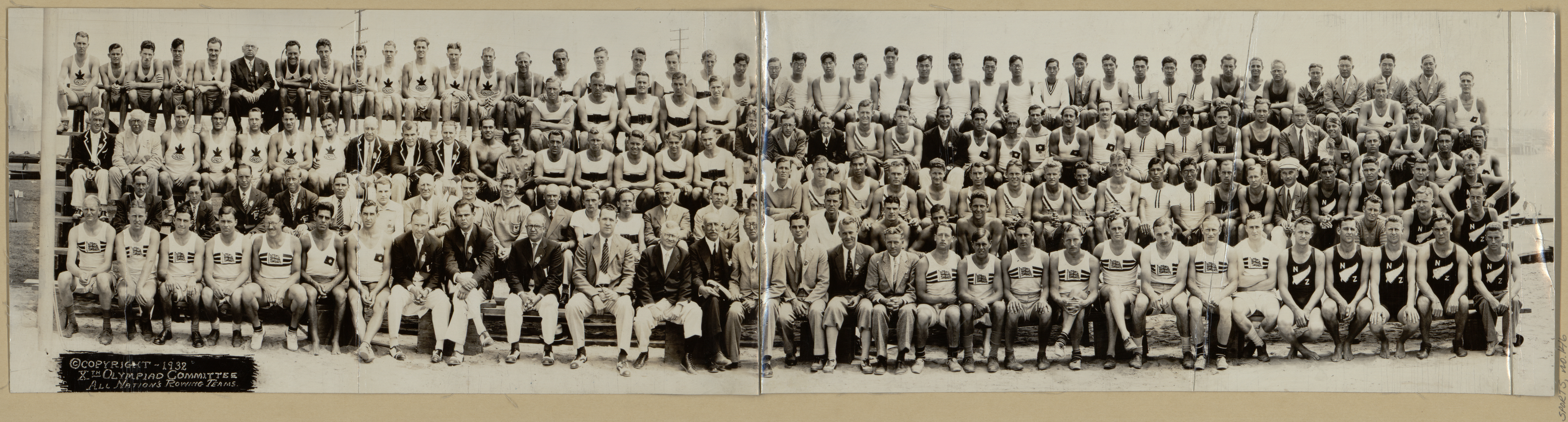
Groepsfoto met de olympische roeiers van 1932

Roeien is een van de sporten die beoefend werden tijdens de Olympische Zomerspelen 1932 in Los Angeles.

## Heren

### skiff
| rang   | sporter           | land | tijd   |
| ------ | ----------------- | ---- | ------ |
| Goud   | Henry Pearce      | AUS  | 7:44.4 |
| Zilver | Bill Miller       | USA  | 7:45.2 |
| Brons  | Guillermo Douglas | URU  | 8:13.6 |
| 4      | Leslie Southwood  | GBR  | 8:33.6 |
| 5      | Joseph Wright     | CAN  |        |

### dubbel-twee
| rang   | sporters                                  | land | tijd   |
| ------ | ----------------------------------------- | ---- | ------ |
| Goud   | Kenneth Myers Garrett Gilmore             | USA  | 7:17.4 |
| Zilver | Herbert Buhtz Gerhard Boetzelen           | GER  | 7:22.8 |
| Brons  | Charles Pratt Noël de Mille               | CAN  | 7:27.6 |
| 4      | Orfeo Paroli Mario Moretti                | ITA  | 7:49.2 |
| 5      | Henrique Tomassini Adamor Pinho Gonçalves | BRA  |        |

### twee-zonder-stuurman
| rang   | sporters                                      | land | tijd   |
| ------ | --------------------------------------------- | ---- | ------ |
| Goud   | Lewis Clive Hugh Edwards                      | GBR  | 8:00.0 |
| Zilver | Cyril Alec Stiles Frederick Houghton Thompson | NZL  | 8:02.4 |
| Brons  | Henryk Budziński Janusz Mikołajczak           | POL  | 8:08.2 |
| 4      | Godfried Röell Pieter Roelofsen               | NED  | 8:08.4 |
| 5      | Fernand Vandernotte Marcel Vandernotte        | FRA  |        |
| 6      | Thomas Clark Eugene Clark                     | USA  |        |

### twee-met-stuurman
| rang   | sporters                                                            | land | tijd   |
| ------ | ------------------------------------------------------------------- | ---- | ------ |
| Goud   | Joseph Schauers Charles Kieffer Edward Jennings (stuurman)          | USA  | 8:25.8 |
| Zilver | Jerzy Braun Janusz Ślązak Jerzy Skolimowski (stuurman)              | POL  | 8:31.2 |
| Brons  | Anselme Brusa André Giriat Pierre Brunet (stuurman)                 | FRA  | 8:41.2 |
| 4      | José Ramalho Estevam João Strata Francisco Carlos Brício (stuurman) | BRA  | 8:53.2 |

### vier-zonder-stuurman
| rang   | sporters                                                                      | land | tijd   |
| ------ | ----------------------------------------------------------------------------- | ---- | ------ |
| Goud   | John Badcock Hugh Edwards Jack Beresford Rowland George                       | GBR  | 6:58.2 |
| Zilver | Karl Aletter Ernst Gaber Walter Flinsch Hans Maier                            | GER  | 7:03.0 |
| Brons  | Antonio Ghiardello Francesco Cossu Giliante D'Este Antonio Garzoni Provenzani | ITA  | 7:04.0 |
| 4      | John McCosker George Mattson Thomas Pierie Edgar Johnson                      | USA  | 7:14.2 |
| 5      | Henry Pelham Russell Gammon Fraser Herman Francis Courtenay                   | CAN  |        |

### vier-met-stuurman
| rang   | sporters | land | tijd   |
| ------ | --- | ---- | ------ |
| Goud   | Hans Eller Horst Hoeck Walter Meyer Joachim Spremberg Carlheinz Neumann (stuurman)                                | GER  | 7:19.0 |
| Zilver | Bruno Vattovaz Giovanni Plazzer Riccardo Divora Bruno Parovel Giovanni Scher (stuurman)                           | ITA  | 7:19.2 |
| Brons  | Jerzy Braun Janusz Ślązak Stanisław Urban Edward Kobyliński Jerzy Skolimowski (stuurman)                          | POL  | 7:28.8 |
| 4      | Noel Pope Somers Cox Charles Saunders John Solomon Delmont Gullery (stuurman)                                     | NZL  | 7:32.8 |
| 5      | Francis English Harry Grossmiller Charles Drueding Edward Marshall Thomas Mack (stuurman)                         | USA  |        |
| 6      | Rokuro Takahashi Norio Ban Umetaro Shibata Daikichi Suzuki Shokichi Nanba (stuurman)                              | JPN  |        |
| 7      | Osorio Pereira Oliverio Popovitch Durval Bellini Ferreira Lima João de Castro Américo Garcia Fernandes (stuurman) | BRA  |        |

### acht
| rang   | sporters | land | tijd   |
| ------ | --- | ---- | ------ |
| Goud   | Edwin Salisbury James Blair Duncan Gregg David Dunlap Burton Jastram Charles Chandler Harold Tower Winslow Hall Norris Graham (stuurman)                                                             | USA  | 6:37.6 |
| Zilver | Vittorio Cioni Mario Balleri Renato Bracci Dino Barsotti Roberto Vestrini Guglielmo Del Bimbo Enrico Garzelli Renato Barbieri Cesare Milani (stuurman)                                               | ITA  | 6:37.8 |
| Brons  | Earl Eastwood Joseph Harris Stanley Stanyar Harry Fry Cedric Liddell William Thoburn Donald Boal Albert Taylor George MacDonald (stuurman)                                                           | CAN  | 6:40.4 |
| 4      | Lewis Luxton Donald McCowen Harold Rickett Charles Sergell William Sambell Thomas Askwith Kenneth Payne David Haig-Thomas John Ranking (stuurman)                                                    | GBR  | 6:40.8 |
| 5      | George Cooke Bert Sandos Cyril Alec Stiles John MacDonald Lawrence Jackson Frederick Houghton Thompson Charles Saunders John Solomon Delmont Gullery (stuurman)                                      | NZL  |        |
| 6      | Karl Aletter Ernst Gaber Theodor Hüllinghoff Heinrich Bender Hans-Wolfgang Heidland Gerhard von Düsterlho Walter Flinsch Hans Maier Fritz Bauer (stuurman)                                           | GER  |        |
| 7      | Keizo Ikeda Setsuji Tanaka Taro Nishidono Setsuo Matsuura Hidemitsu Tanaka Shigeo Fujiwara Yoshio Enomoto Suburo Hara Toshi Sano (stuurman)                                                          | JPN  |        |
| 8      | Vasco de Carvalho Joaquim da Silva Faria Osorio Pereira Claudinor Provenzano Antônio Rebello Junior Fernando Nabuco de Abreu José Pichler Campos José Rodrigues Mó Amaro Miranda da Cunha (stuurman) | BRA  |        |

## Medaillespiegel
| rang   | land             | goud | zilver | brons | totaal |
| ------ | ---------------- | ---- | ------ | ----- | ------ |
| 1      | Verenigde Staten | 3    | 1      | 0     | 4      |
| 2      | Groot-Brittannië | 2    | 0      | 0     | 2      |
| 3      | Duitsland        | 1    | 2      | 0     | 3      |
| 4      | Australië        | 1    | 0      | 0     | 1      |
| 5      | Italië           | 0    | 2      | 1     | 3      |
| 6      | Polen            | 0    | 1      | 2     | 3      |
| 7      | Nieuw-Zeeland    | 0    | 1      | 0     | 1      |
| 8      | Canada           | 0    | 0      | 2     | 2      |
| 9      | Frankrijk        | 0    | 0      | 1     | 1      |
| 9      | Uruguay          | 0    | 0      | 1     | 1      |
| totaal | totaal           | 7    | 7      | 7     | 21     |